# 加利福尼亞種族滅絕
加利福尼亞種族滅絕是指美国在19世纪征服加利福尼亚后對加利福尼亞原住民的種族屠殺，屠殺行動导致加利福尼亚原住民人口急剧减少。据保守估计，仅在1849年至1870年期间，美国外來移入人口殺害了至少9500名加利福尼亚原住民，原住民中的幸存者大多也惨遭奴役、绑架、强奸等种种虐待。这些屠殺和迫害行為得到了加利福尼亞州当局和民兵的鼓励和默許，有些迫害行為甚至是加利福尼亞州当局親手造就。
1925年出版的《加利福尼亚印第安人手册》（Handbook of the Indians of Californias）估计，加利福尼亚的原住民人口从1848年的15万人銳減到1870年的3万人，1900年又减少到1.6万人。人口减少的原因是疾病、饥饿和屠杀。加利福尼亞淘金潮期間，加利福尼亞原住民成為屠殺目標。此外外來定居者還强迫24,000至27,000名原住民劳动。加利福尼亚州當局偏袒外來白人定居者的权利而不是原住民的权利，并对土著人的权利被剥夺负有责任。
2019年，時任州長加文·纽森代表州政府为加利福尼亞种族灭绝事件道歉。